# Ponte di Traiano

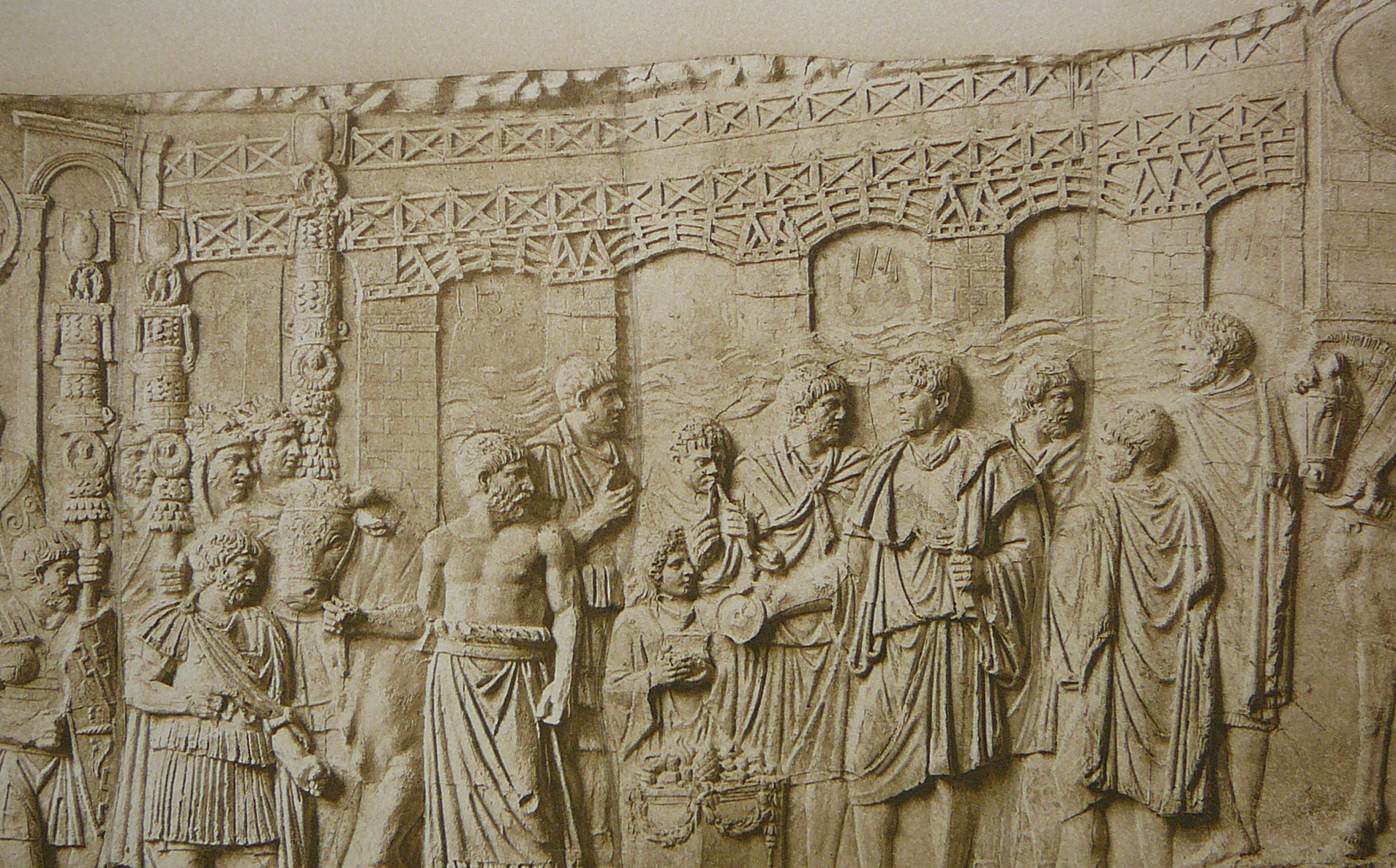
Rilievo del ponte sulla Colonna traiana mostra dei segmenti d'arco stranamente appiattiti, poggianti sugli alti piloni in muratura. In primo piano l'imperatore Traiano offre sacrifici e libagioni al Danubio.

Il Ponte di Traiano (romeno: Podul lui Traian; serbo: Трајанов мост, Trajanov Most) o Ponte di Apollodoro era un ponte romano fortificato, costruito negli anni dal 103 al 105 a est delle Porte di Ferro, presso le attuali città di Drobeta (in Romania) e Kladovo (in Serbia). Esso fu il primo ponte sul basso corso del Danubio, opera dell'architetto Apollodoro di Damasco, che lo realizzò nel corso della campagna bellica che portò Traiano alla conquista della Dacia.
Per più di mille anni fu il più lungo ponte ad arcate mai costruito al mondo, sia in termini di lunghezza totale che di larghezza delle sue campate.

## Storia

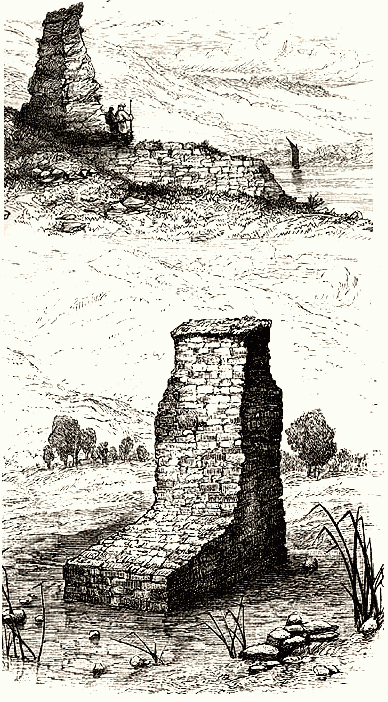
I pilastri superstiti in un disegno ottocentesco.

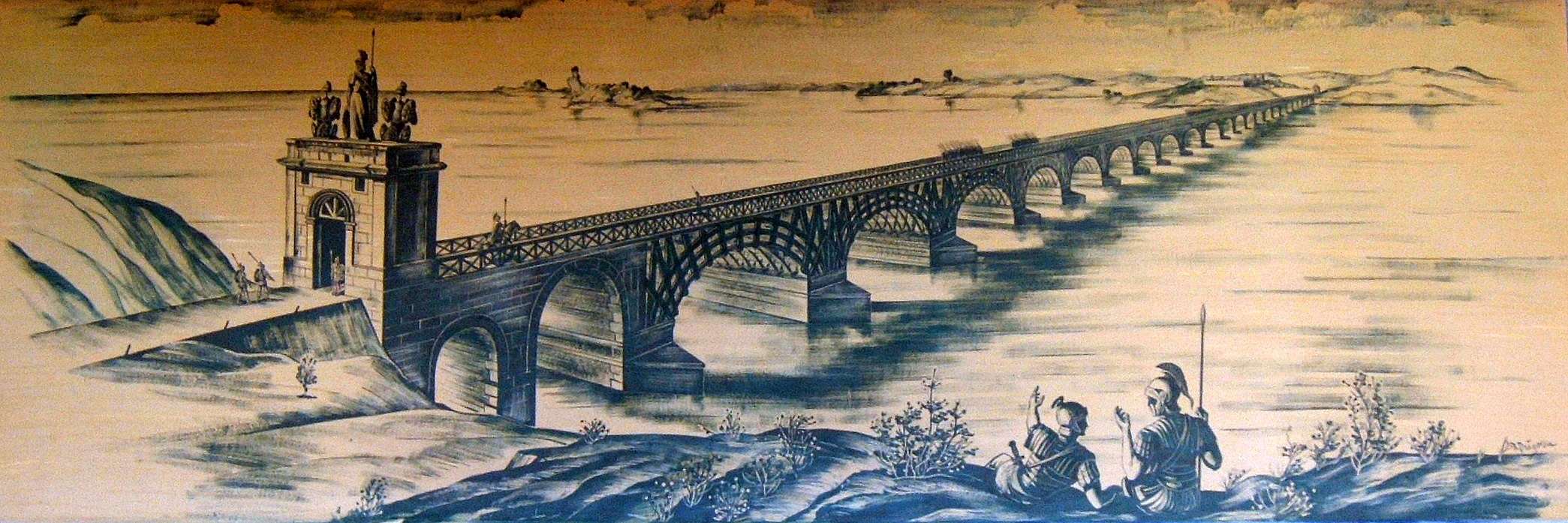
Ricostruzione ipotetica del ponte

Altro dettaglio del ponte di Traiano

La sua costruzione fu ordinata dall'imperatore Traiano per fornire una via di rifornimento per le legioni romane impegnate nella campagna dacica. La struttura era lunga 1.135 metri, in un punto in cui il Danubio è largo 800 metri: l'altezza sul pelo dell'acqua raggiungeva i 19 metri; la larghezza del passaggio era di 15 metri. Questa le descrizione che ne fa Cassio Dione Cocceiano:
(Cassio Dione, Storia romana, LXVIII, 13.1-2.)
Con la sua posa in opera veniva di fatto cancellato il confine naturale che il corso del fiume stabiliva tra la Mesia e la Dacia.
A ciascuna delle estremità, intorno ai due ingressi, era posto un fortilizio o castrum, di modo che l'attraversamento del ponte fosse possibile solo passando attraverso le fortificazioni.
Il suo ingegnere, Apollodoro di Damasco, usò probabilmente archi in legno poggiati su venti piloni in muratura di mattoni, malta e pozzolana alti circa 45 metri e distanziati tra loro di 38 metri.
Nel piccolo museo archeologico di Turnu Severin è presente un modello scala 1:100 del ponte, in un locale lungo più di dodici metri.

### La Tabula Traiana lungo la strada romana
Un'iscrizione commemorativa, larga 4 metri e alta 1,75, nota come Tabula Traiana, scolpita direttamente nella roccia, celebra il rifacimento della strada militare romana che conduceva al ponte di Traiano; si trova sul lato serbo, rivolta verso la Romania. Vi si legge:
(Iscrizione scolpita sulla Tabula Traiana)

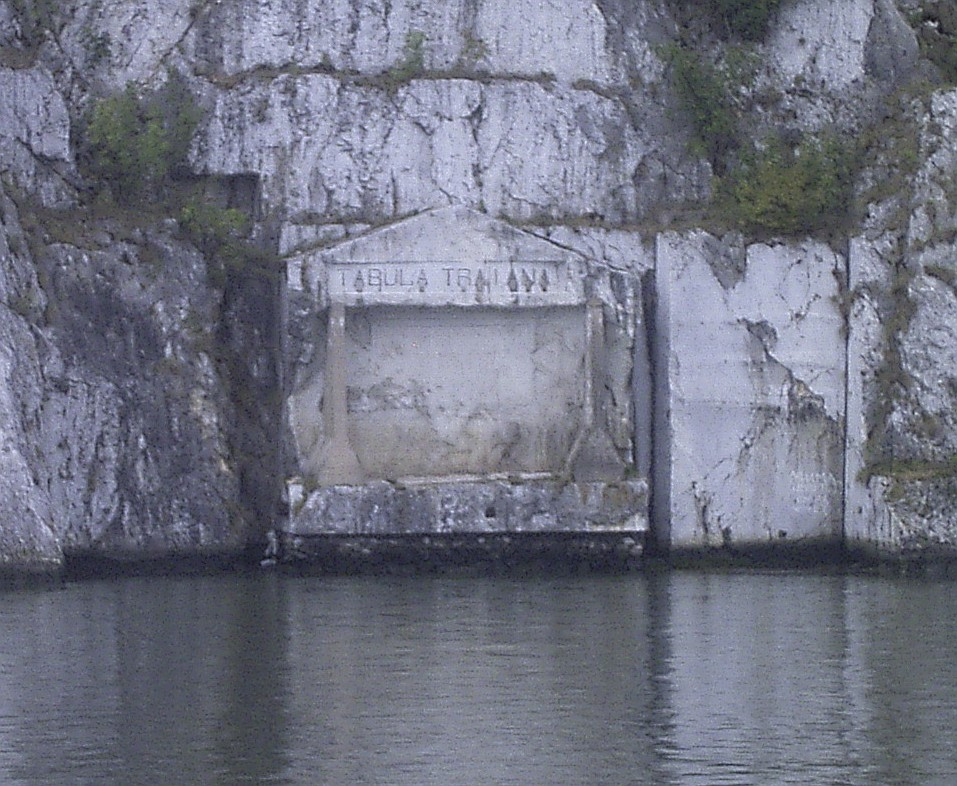
La Tabula Traiana

La dedica si riferisce a quella «spettacolare strada», lambita dal corso del Danubio, che i genieri romani aprirono nel 33-34, intagliandola tra le rocce a picco delle gole di Kazan. Della strada, inghiottita dalle acque dopo la costruzione della diga Ðerdap nel 1972, nulla è più visibile se non qualche breve tratto; la stessa Tabula Traiana, originariamente posta lungo il percorso, è stata salvata dall'innalzamento del livello delle acque solo grazie al sollevamento, per 20 metri, dell'imponente blocco di roccia in cui era ricavata, insieme a 7,5 metri della strada romana su cui essa sorgeva.

### Il canale sul Danubio
Nonostante la sua imponenza, il ponte fu realizzato in un arco di tempo incredibilmente breve; una possibile spiegazione è che il fiume, durante la costruzione, fosse stato deviato per mezzo di qualche opera idraulica, sebbene Cassio Dione (II-III secolo) escluda ad esempio una simile possibilità. Il più tardo Procopio (VI secolo) fa invece un chiaro riferimento alla deviazione del fiume, anche se collegandola alla navigazione e non alla costruzione del ponte, argomento sul quale dichiara di non volersi soffermare, vista la disponibilità a quel tempo di un esteso trattato di Apollodoro, per noi invece perduto. In ogni caso, quella che in passato era solo un'ipotesi, sembra riaffacciarsi grazie ad un'epigrafe che fornisce la prova documentale definitiva della realizzazione del canale. L'iscrizione così recita: 
IMP CAESAR DIVI NERVAE F / NERVA TRAIANVS AVG GERM / PONT MAX TRIB POT V P P COS IIII / OB PERICVLVM CATARACTARVM / DERIVATO FLVMINE TVTAM DA / NVVI NAVIGATIONEM FECIT
«[...] Traiano [...] deviato il fiume a causa del pericolo delle cateratte rese sicura la navigazione sul Danubio».
Si tratta del più antico documento sulla navigazione nel canale, attualmente detto di Sip, in un tratto del Danubio a quel tempo ben noto per le sue insidie.

## Distruzione ed erosione: ciò che resta del ponte

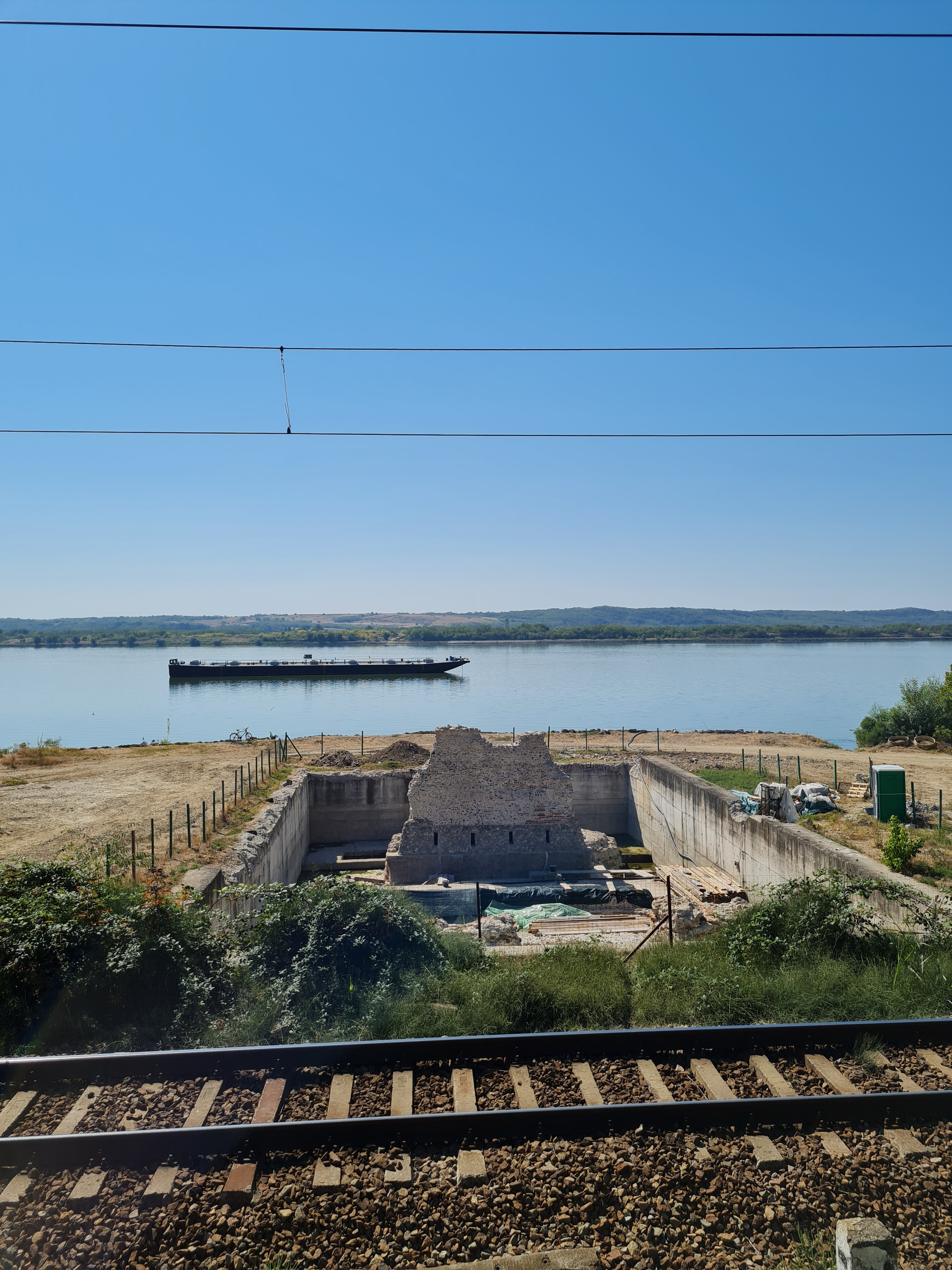
Rovine del ponte sulla sponda romena

Cassio Dione ci informa che la costruzione del ponte era finalizzata unicamente alla campagna bellica di Traiano. Già Adriano, succeduto a Traiano, ne avrebbe rimossa la sovrastruttura, ritenendolo un punto di debolezza del limes danubiano-carpatico. Questa circostanza non impedì allo scrittore di esprimere la sua ammirazione per la grandiosità dell'opera ingegneristica; anzi, la stessa limitata fruibilità del ponte, testimonierebbe agli occhi dello scrittore la grandezza del disegno di Traiano, che pare qui quasi unicamente interessato a dimostrare l'impossibilità di porre limiti all'umana ingegnosità.
Non si conoscono esattamente le cause che portarono alla sua definitiva rovina. Il ponte finì distrutto da Aureliano quando l'impero romano rinunciò alla provincia dacica ritirando le sue forze, oppure, come riporta Procopio, disgregato dall'opera delle correnti e del tempo.
I venti pilastri erano ancora visibili nel 1856, anno in cui il livello del Danubio scese a livelli record. Nel 1906, la Commissione internazionale per il Danubio decise di distruggerne due perché ritenuti di ostacolo alla navigazione.
Nel 1932 sopravvivevano ancora 16 pilastri sotto il livello dell'acqua, ma nel 1982 gli archeologi riuscirono a mapparne solo 12, gli altri quattro essendo stati probabilmente portati via dalla corrente.
È rimasto invece irrealizzato quel progetto di parziale ricostruzione che fu concepito, negli anni a cavallo tra i sessanta e i settanta, all'interno di un vasto quadro di interventi di salvataggio e valorizzazione delle vestigia avviato in tutta l'area destinata ad essere sommersa dalle acque dell'invaso.
Nel 2003 si è assistito a una resipiscenza dell'interesse archeologico: nel mese di settembre di quell'anno sono state condotte indagini e prospezioni subacquee che hanno rivelato e filmato, sul fondo del fiume, la sopravvivenza di 7 degli originali pilastri, una delle cui basi è apparsa rivestita di lastre incise.
Sulla terraferma sono ora visibili i soli piloni di ingresso su ciascuna delle sponde del Danubio.